# Реченица
У нефункционалној лингвистици, реченица је текстуална јединица која се састоји од једне или више речи које су граматички повезане. У функционалној лингвистици, реченица је јединица написаног текста ограничена графолошким карактеристикама, као што су велика слова и ознаке (запете, упитници и узвичници). Супротно овом појму је крива, која је ограничена фонолошким особинама као што су висина тона и звучност и ознаке као што су паузе; и са клаузом, која представља низ речи који представљају неки процес који се одвија током времена. Овај појам се углавном односи на реченицу у свом нефункционалном смислу, иако се рад у функционалној лингвистици индиректно наводи или разматра.
Реченица може садржати речи груписане заједно да изразе изјаву, питање, узвик, захтев, наредбу или сугестију. Реченица је скуп речи који у принципу говори потпуну мисао (иако можда неће имати смисла узето из изолације контекста); стога она може бити једноставна фраза, али мора да има довољно значења да имплицира клаузу, чак и ако није експлицитна. На пример реч „Два” као реченица (одговор на питање „Колико их је било?”) подразумева клаузу „Било је двоје”. Обично реченица садржи субјекат и предикат. Реченица се такође може дефинисати потпуно у правописним терминима, као група речи која почиње великим словом и завршава се тачком.
Чланови реченице:
- Главни - Субјекат и Предикат.
- Зависни - Атрибут и Апозиција (одредбе именице), Објекат (допуна глагола) прилошке одредбе (одредбе глагола).

Речи у реченици имају функцију реченичких чланова. То је синтаксичка функција речи.

## Субјекат
Субјекат или субјект означава о коме или чему се у реченици говори. Субјектом се означава вршилац радње, носилац стања, узрочник збивања, односно оно чему се предикатом нешто приписује. 
- Учитељица прегледа задатке.
- Јована и Теодора су добиле петице у школи.

Функцију субјекта најчешће остварују именице и именичке заменице, именичка синтагма или паралелни реченични чланови.
- Неки старији људи су седели на клупи.
- Милица и Тамара су добре другарице.

У функцији субјекта могу се осим именичких појавити друге врсте речи.
- Трчати је здраво.
- Пет је мој срећан број.

Граматички субјекат је увек у номинативу.
- Мома се игра.

Логички субјекат је у генитиву, дативу или акузативу.
- ген. Нема Моме. (Мома није ту.)
- дат. Мени се спава. (Ја сам поспан.)
- ак. Весну је страх. (Весна осећа страх.)

## Предикат
Предикат је централни члан реченице. Он казује нешто о субјекту. Може бити глаголски и именски.
- Глаголски предикат је глагол у личном глаголском облику. Њиме се субјекту приписује нека радња, стање или збивање.
- Именски предикат се састоји од два дела. То су глаголски и именски део. Глаголски део је помоћни глагол ЈЕСАМ - БИТИ у личном глаголском облику. Именски део предиката може бити било која именска реч (именица, заменица, придев, број или прилог) или синтагма са именском речју, и он означава садржај именског предиката.
- приписује субјекту неку особину: Ана је лепа.
- идентификује субјекат: Ана је васпитачица.

Предикат може бити ПРОСТ или СЛОЖЕН.
- Прост - састоји се од једног глагола у личном глаголском облику.
- Сложен - састоји се од два, понекад и од три глагола. У сложеном предикату први глагол нема потпуно значење. Такви су глаголи моћи, хтети, желети, морати, смети.

## Дужина
Са обновљеним интересом, дужина реченице се проучава од 1980-их, углавном у контексту „других синтактичке феномене”.
Једна дефиниција просечне дужине реченице прозног параграфа је однос броја речи и броја реченица. У уџбенику Математичка лингвистика, Андраса Корнеја, сугерише се да је у „новинарској прози просечна дужина реченице изнад 15 речи”. Просечна дужина реченице углавном служи као мерило за процену реченичне тешкоће или сложеност. Уопштено, ако се просечна дужина реченице повећа, онда ће се и сложеност реченице повећати.
Друга дефиниција „дужине реченице” је број клаузула у реченици, док је „дужина клаузуле” број фонова у клаузули.
Истраживања Ерика Шила и Питера де Хана базирана на узорцима текста су показала да две суседне реченице имају већу вероватноћу да имају сличне дужине од две реченице које нису суседне, и да готово сигурно имају сличну дужину у фикцији. Ово је супротстављено теорији да „аутори могу да теже да имају наизменичне дуге и кратке реченице”. Дужина реченице, као и сложеност речи, су фактори у читљивости реченице; међутим, и за друге факторе, као што је присуство везника, речено је да „знатно олакшавају разумевање”.